# نس تاوجيت أخت
نس تاوجيت أخت أو نس تاوجات أخت، هي ملكة مصرية قديمة غير حاكمة أو زوجة ملك عاشت في عهد الأسرة الثانية والعشرين،وهي زوجة الملك ششنق الثاني وأم الأمير أوسركون (د) الذي أصبح فيما بعد كاهنا أكبر للإله آمون، وهي مذكورة على بردية دينون الموجودة حالياً في متحف سانت بطرسبرغ.